# Lüneburg

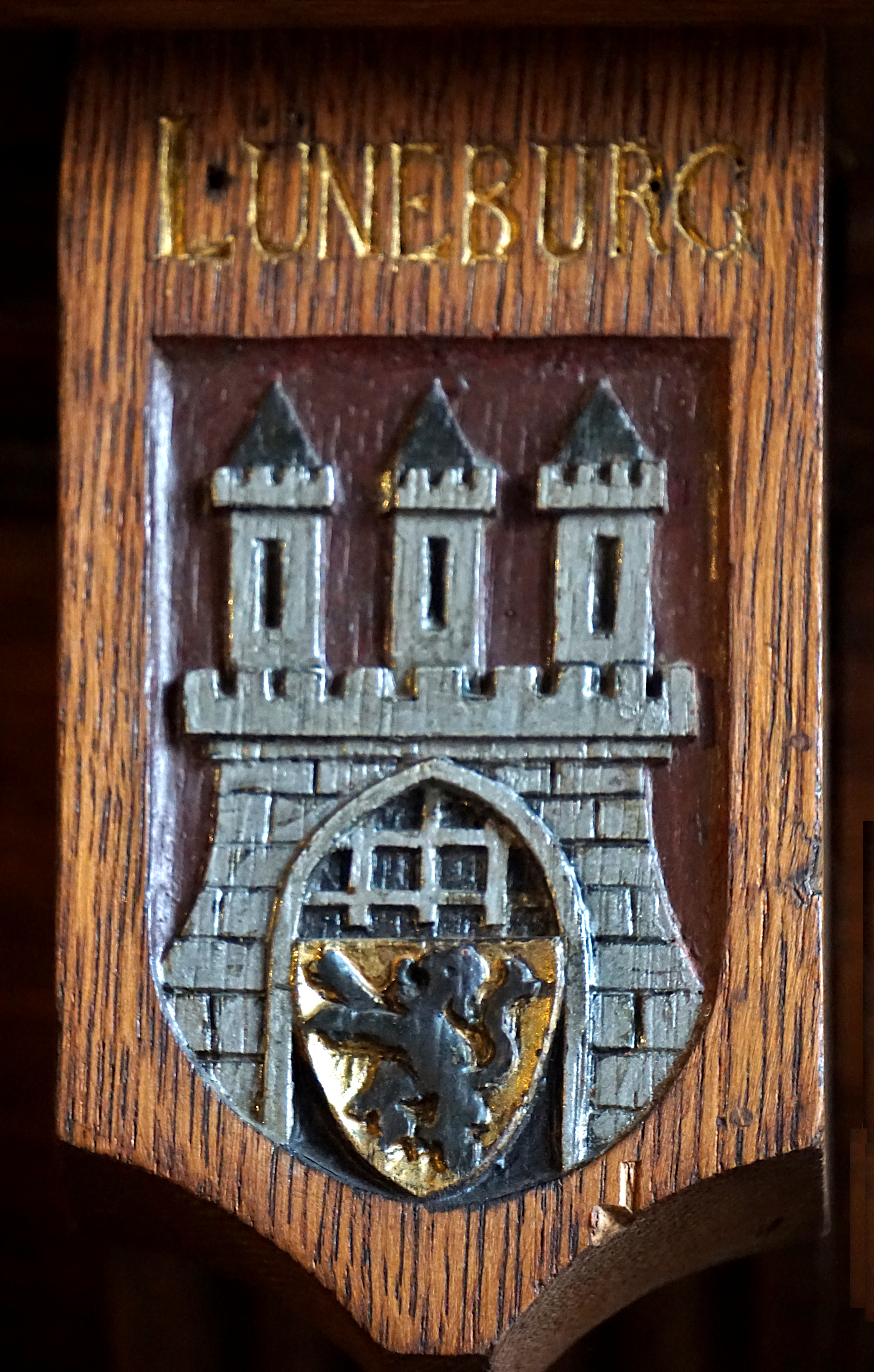
Herb Lüneburga w sali plenarnej staromiejskiego ratusza w Gdańsku

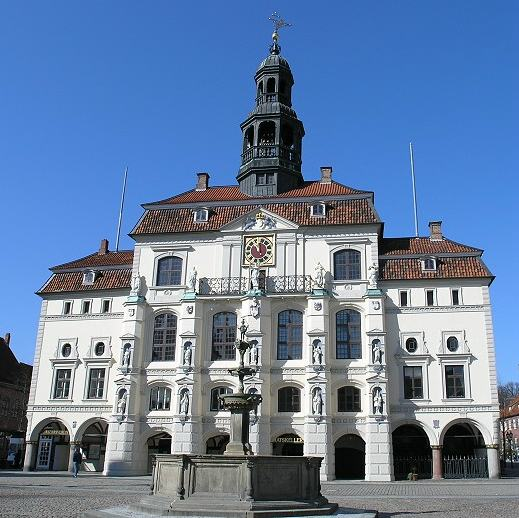
Ratusz w Lüneburgu

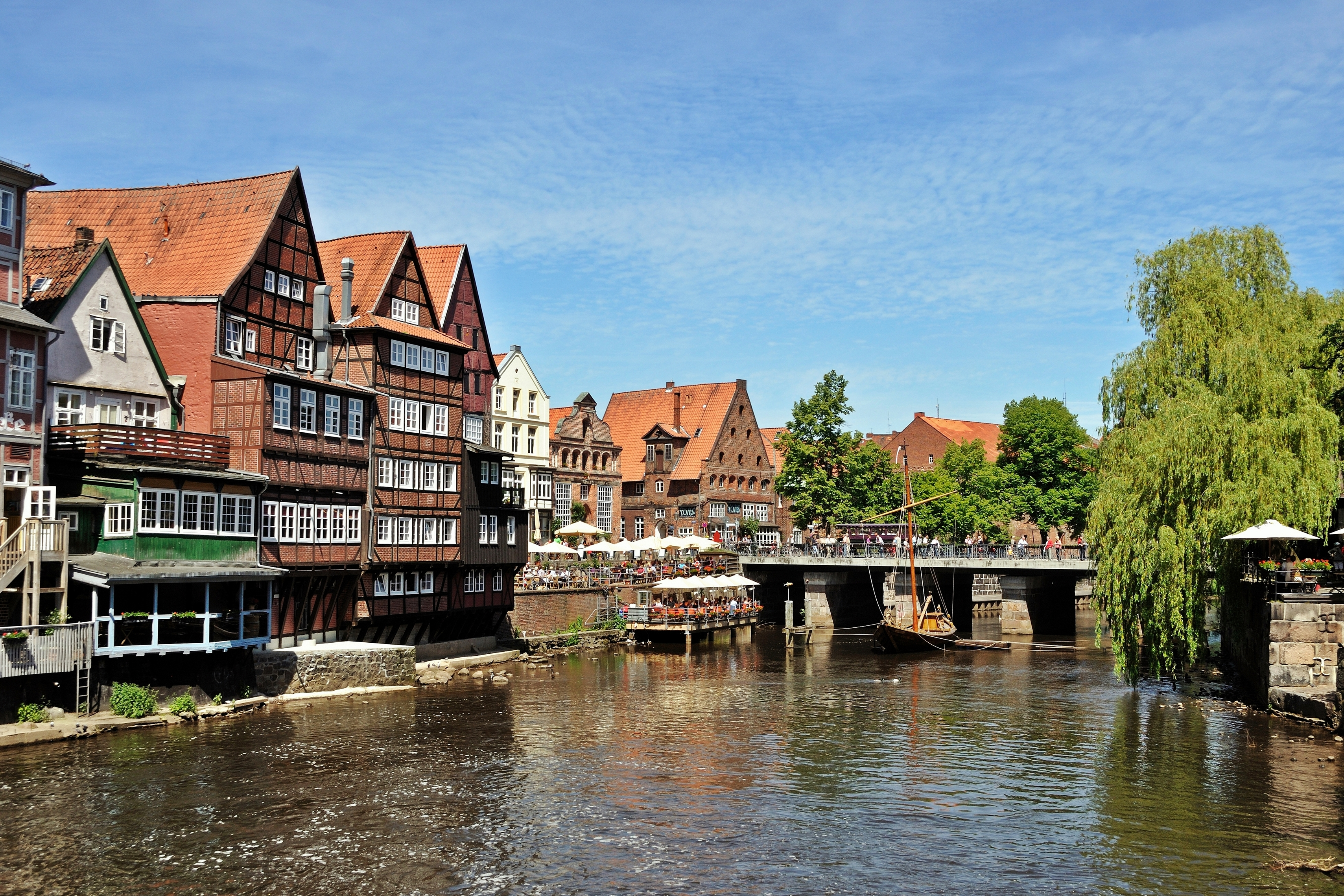
Stary Port w Lüneburgu

Lüneburg – miasto powiatowe w Niemczech, w kraju związkowym Dolna Saksonia, nad rzeką Ilmenau, część Hamburskiego Regionu Metropolitalnego. Jest siedzibą powiatu Lüneburg.
Miasto liczy ponad 72000 mieszkańców. Odznacza się doskonale zachowanym zabytkowym centrum miasta, z głównym placem Am Sande z charakterystyczną ceglaną zabudową. Dawne koszary wojskowe zaadaptowano na nowy uniwersytet Leuphana Universität Lüneburg, gdzie studiuje 10 000 studentów. Miasto ma od roku 2007 prawo używania tytułu hanzeatyckie, stąd jego oficjalna nazwa to Hanse- und Universitätstadt Lüneburg (z niem. Hanzeatyckie i uniwersyteckie miasto Lüneburg). Jest 120. co do wielkości miastem w Niemczech (grudzień 2008).

## Toponimika nazwy
W języku dolnoniemieckim nazwa miasta brzmi Lümborg, zaś w tekstach łacińskich występuje ono jako Lunaburgum. Połabska nazwa to Glain (czasem też Glein lub Chlein), co zdaje się pochodzić od połabskiego słowa glai̯no, oznaczającego glinę.
Istnieje teoria, zgodnie z którą Lüneburg jest występującą w pismach Ptolemeusza Leufaną (gr. Λευφάνα), miastem na zachód od Łaby. Nie jest ona jednak powszechnie akceptowana.

## Historia
Tereny, na których leży miasto, zasiedlało już od VII wieku n.e. plemię Drzewian należące do Słowian połabskich.

### XX wiek
Podczas II wojny światowej w mieście znajdowało się 20 obozów dla robotników przymusowych. W okolicy działały 4 zakłady dla dzieci robotnic przymusowych: Hohnstorf, Gienau, Rettmer i Lüdersdorf.
W dniu 4 maja 1945 na wzgórzu o nazwie Timeloberg, znajdującym się na południowy wschód od miasta, została podpisana kapitulacja wojsk Wehrmachtu w północnych Niemczech, Danii i Holandii, kończąca działania wojenne II wojny światowej na froncie zachodnim. Akt kapitulacji podpisał admirał Hans-Georg von Friedeburg ze strony niemieckiej wobec marszałka Montgomery’ego ze strony wojsk brytyjskich reprezentującego aliantów. Wzgórze to zostało nazwane przez Brytyjczyków Victory Hill (pol. Wzgórze Zwycięstwa).
W Lüneburgu prawdopodobnie 23 maja 1945 w brytyjskim obozie jenieckim popełnił samobójstwo Heinrich Himmler, jeden z najwyższych funkcjonariuszy niemieckiego narodowego socjalizmu, druga po Adolfie Hitlerze osoba w nazistowskich Niemczech.
W latach 1945 i 1946 odbywały się w Lüneburgu procesy prowadzone przez aliantów przeciwko nazistowskim zbrodniarzom wojennym, oskarżonym o dokonania zbrodni w obozach koncentracyjnych w Bergen-Belsen oraz Auschwitz-Birkenau.

## Zabytki
- Gotyckie, ceglane kościoły: św. Jana, św. Mikołaja, św. Michała
- ratusz
- pałac gotycko-renesansowy
- muzea
- zabytkowe kamienice nad rzeką Ilmenau
- opactwo Lüne
- w pobliskim Bardowick (słowiańskie korzenie) – stara katedra

## Gospodarka
W Lüneburgu rozwija się przemysł włókienniczy, piwowarski, elektroniczny, maszynowy, odzieżowy oraz chemiczny.

## Transport
W mieście znajduje się stacja kolejowa Lüneburg.
Z metropolią hamburską miasto jest połączone autostradą A39 (dawna A250). Przez miasto wiodą szlaki dróg krajowych B4 z Hamburga do Uelzen i Brunszwiku, B209 z Lauenburg/Elbe do Soltau i B216 z Lüneburga do Dannenberg (Elbe).
W Lüneburgu znajduje się również zabytkowy historyczny port rzeczny na rzece Ilmenau. Dzięki powstaniu w 1976 roku sztucznego 115-kilometrowego Kanału Bocznego Łaby (niem. Elbe-Seitenkanal), miasto zyskało na wschodnich peryferiach nowy port, posiadający doskonałe połączenie wodne z rzeką Łabą oraz Kanałem Śródlądowym.

## Osoby

### Urodzeni w Lüneburgu
- Niklas Luhmann – socjolog 1927–1998
- Krzysztof Hegendorfer – humanista, działacz reformacyjny 1500–1540
- Bahne Rabe – sportowiec, dwukrotny medalista olimpijski 1963–2001

### Związani z miastem
- Bernhard Riemann – matematyk 1826-1866
- Georg Böhm – kompozytor, w latach 1698–1733 organista w kościele św. Jana w Lüneburgu
- Johann Sebastian Bach – kompozytor
- Heinrich Heine – poeta
- Ludwig Hahn – zbrodniarz wojenny z II wojny światowej, współodpowiedzialny m.in. za eksterminację krakowskiej inteligencji w ramach Akcji AB, masowe represje wobec ludności Warszawy oraz deportacje warszawskich Żydów do obozu zagłady w Treblince

## Współpraca
- Clamart, Francja, od 1975
- Ivrea, Włochy, od 1988
- Köthen (Anhalt), Saksonia-Anhalt
- Kulmbach, Bawaria
- Naruto, Japonia, od 1974
- Scunthorpe, Wielka Brytania, od 1960
- Tartu, Estonia, od 1993
- Viborg, Dania, od 1992